# IAAF Hall of Fame
Die IAAF Hall of Fame ist eine virtuelle Ruhmeshalle, die im Jahr 2012 durch die International Association of Athletics Federations (IAAF, seit 2020: World Athletics) begründet wurde. Aufgenommen werden internationale, nicht mehr aktive Leichtathleten, die sich in ihrer Karriere durch besondere Leistungen hervorgetan haben. Die Aufnahme gilt als höchste Auszeichnung des internationalen Leichtathletikverbandes.

## Geschichte
Die Einrichtung einer „Hall of Fame“ wurde am 8. März 2012 – einen Tag vor Beginn der 14. Leichtathletik-Hallenweltmeisterschaften in Istanbul – durch Lamine Diack, Präsident der IAAF, bekanntgegeben. Im selben Jahr feiert der internationale Leichtathletikverband sein 100-jähriges Bestehen und es fanden die XXX. Olympischen Spiele in London statt. Die IAAF Hall of Fame sei lange geplant gewesen und soll nach Diack nicht nur die Leistungen der besten Athleten ehren, sondern auch das öffentliche Bewusstsein für den Sport und dessen Geschichte erhöhen. Als erste zwölf Mitglieder wurden Jesse Owens, Abebe Bikila, Paavo Nurmi, Carl Lewis, Emil Zátopek, Al Oerter, Adhemar da Silva, Edwin Moses, Fanny Blankers-Koen, Betty Cuthbert, Jackie Joyner-Kersee und Wang Junxia benannt. Bis zur offiziellen Einweihungszeremonie während der IAAF Centenary Gala am 24. November 2012 in Barcelona wurden zwölf weitere Athleten benannt. Die Aufnahme von zwölf weiteren Athleten folgte im November 2013.
Für die Auswahl der Athleten zeichnet das eigens eingerichtete IAAF Hall of Fame Selection Panel, unter Vorsitz des US-amerikanischen IAAF Senior Vice President Bob Hersh, verantwortlich. Diesem gehören Leichtathletikexperten sowie langjährige Mitglieder der Association of Track and Field Statisticians (ATFS) an. Hersh selbst war langjähriges Mitglied der ATFS.
Seit 2014 sind keine neuen Mitglieder benannt worden. Die deutsche Hochspringerin Ulrike Nasse-Meyfarth lehnte 2015 wegen des Skandals um den ehemaligen IAAF-Präsidenten Lamine Diack eine Aufnahme in die Hall of Fame ab.

## Kriterien für eine Aufnahme
Als Mindestkriterien legte die IAAF ursprünglich fest, dass ein Leichtathlet oder eine Leichtathletin während der aktiven Zeit wenigstens zwei olympische Goldmedaillen oder Weltmeisterschaftssiege errungen haben sollte. Leichtathletikwettbewerbe für Männer sind seit den ersten Olympischen Spielen 1896 in Athen im Programm, für Frauen seit den IX. Olympischen Spielen 1928 in Amsterdam. Leichtathletik-Weltmeisterschaften werden seit 1983 (Freiluft) bzw. 1985 (Halle) ausgetragen. Auch sollten potentielle Kandidaten ursprünglich mindestens einen Weltrekord aufgestellt haben. Aufgenommen werden Sportler, die ihre Karriere seit mindestens zehn Jahren beendet haben.
Ab 2013 war ursprünglich eine jährliche Aufnahme von bis zu vier Athleten geplant. Tatsächlich wurden Mitte November 2013 aber zwölf neue Mitglieder ernannt.
Die strengen Kriterien für die Erstauswahl im Jahr 2012 sollen laut Angaben der IAAF ab 2013 ausgedehnt werden, damit auch Athleten Aufnahme finden, die ohne große Medaillenerfolge eine außergewöhnliche Bedeutung in der Geschichte der Leichtathletik erlangten. Im November 2013 wurden die ersten Athletinnen ohne Olympiasieg (Grete Waitz) bzw. ohne aufgestellten Weltrekord (Marie-José Pérec) aufgenommen.

## Mitglieder der „IAAF Hall of Fame“
Bisher am häufigsten aufgenommen wurden Leichtathleten aus den Vereinigten Staaten (14 Sportler), gefolgt von Sportlern aus der früheren Sowjetunion bzw. der heutigen Ukraine (sieben Athleten). Unter den bisher 48 aufgenommenen Sportlern befinden sich 17 Frauen. 32 der 48 Mitglieder gingen in Laufwettbewerben an den Start.
| Name                           | Land                                         | Disziplin                                             | Aufnahme- Jahr | Karriere- dauer | Olympia- siege | WM-Titel (Freiluft + Halle) | Weltrekorde (Freiluft + Halle) | Anmerkungen |
| ------------------------------ | -------------------------------------------- | ----------------------------------------------------- | -------------- | --------------- | -------------- | --------------------------- | ------------------------------ | --- |
| Iolanda Balaș                  | Rumänien                                     | Hochsprung                                            | 2012           | 1952–1967       | 2              | –                           | 14                             | Erste Frau über sechs Fuß (1,83 m). Blieb ab 1957 über einen Zeitraum von mehr als zehn Jahren in 140 Wettkämpfen ungeschlagen. Bei den Olympischen Spielen 1960 in Rom sprang sie 14 Zentimeter höher als die Zweitplatzierte, der bislang größte Vorsprung in einem Hochsprungwettbewerb der Frauen bei Olympischen Spielen oder Weltmeisterschaften. |
| Abebe Bikila                   | Äthiopien                                    | Marathon                                              | 2012           | 1957–1969       | 2              | –                           | 2                              | Erste Afrikaner, der eine olympische Goldmedaille gewinnen konnte und erster Athlet, der seinen Marathonolympiasieg wiederholen konnte. |
| Fanny Blankers-Koen            | Niederlande                                  | Sprint, Hürdenlauf, Hochsprung, Weitsprung, Fünfkampf | 2012           | 1934–1953       | 4              | –                           | 12                             | Bekannt geworden als „fliegende Hausfrau“. Gilt als „erste große Figur der Frauenleichtathletik“. |
| Sergei Bubka                   | Sowjetunion, Ukraine                         | Stabhochsprung                                        | 2012           | 1975–2001       | 1              | 10                          | 35                             | Erster Stabhochspringer über 6,00 m. |
| Waleri Brumel                  | Sowjetunion                                  | Hochsprung                                            | 2014           | 1960–1965       | 1              | –                           | 6                              | |
| Sebastian Coe                  | Vereinigtes Königreich                       | Mittelstreckenlauf                                    | 2012           | 1973–1990       | 2              | –                           | 12                             | Bislang einziger Athlet, der kurzzeitig (für etwa eine Stunde) im Besitz aller Weltrekorde über die Mittelstrecken war. |
| Betty Cuthbert                 | Australien                                   | Sprint                                                | 2012           | 1956–1964       | 4              | –                           | 16                             | |
| Glenn Davis                    | Vereinigte Staaten                           | Hürdenlauf, Sprint                                    | 2014           | 1956–1960       | 3              | –                           | 2                              | Erster 400-Meter-Hürdenläufer unter 50 Sekunden. |
| Mildred Didrikson              | Vereinigte Staaten                           | Hürdenlauf, Speerwurf, Hochsprung                     | 2012           | 1930–1932       | 2              | –                           | 4                              | Damit ist Babe Didrikson gemeint. |
| Harrison Dillard               | Vereinigte Staaten                           | Sprint, Hürdenlauf                                    | 2013           | 1942–1956       | 4              | –                           | 18                             | Einziger Olympionike, der sowohl den 100-Meter-Lauf als auch den 110-Meter-Hürdenlauf gewann. Blieb von 1947 bis 1948 in 82 aufeinanderfolgenden Wettkämpfen ungeschlagen. |
| Heike Drechsler                | Deutsche Demokratische Republik, Deutschland | Sprint, Weitsprung                                    | 2014           | 1981–2004       | 2              | 4                           | 15                             | Einzige Weitspringerin, die ihren Olympiasieg wiederholen konnte. |
| Hicham El Guerrouj             | Marokko                                      | Mittel-, Langstreckenlauf                             | 2014           | 1994–2004       | 2              | 7                           | 6                              | |
| Wladimir Golubnitschi          | Sowjetunion                                  | Gehen                                                 | 2012           | 1955–1976       | 2              | –                           | 2                              | |
| Marjorie Jackson               | Australien                                   | Sprint                                                | 2013           | 1949–1954       | 2              | –                           | 13                             | |
| Michael Johnson                | Vereinigte Staaten                           | Sprint                                                | 2012           | 1986–2001       | 4              | 8                           | 8                              | Erster Athlet, der Weltmeistertitel über 200 und 400 Meter erringen konnte. Erster Mensch, der in der Halle die 400 Meter unter 45 Sekunden lief. |
| Jackie Joyner-Kersee           | Vereinigte Staaten                           | Siebenkampf, Weitsprung                               | 2012           | 1980–2000       | 3              | 4                           | 7                              | Erste Athletin, die im Siebenkampf die Marke von 7000 Punkten übertraf. |
| Alberto Juantorena             | Kuba                                         | Sprint, Mittelstreckenlauf                            | 2012           | 1971–1985       | 2              | 0                           | 2                              | Bislang einziger Olympionike, der sowohl im 400- als auch im 800-Meter-Lauf Gold gewann. |
| Kipchoge Keino                 | Kenia                                        | Langstreckenlauf                                      | 2012           | 1958–1973       | 2              | –                           | 2                              | Erster afrikanischer Leichtathletik-Weltrekordler auf der Bahn. |
| Marita Koch                    | Deutsche Demokratische Republik              | Sprint                                                | 2014           | 1975–1986       | 1              | 4                           | 33                             | Erste 400-Meter-Läuferin unter 49 Sekunden sowie amtierende Weltrekordhalterin seit 1985 über diese Strecke. |
| Hannes Kolehmainen             | Finnland                                     | Langstreckenlauf                                      | 2013           | 1907–1928       | 4              | –                           | 6                              | Erster „fliegender Finne“. Erster 5000-Meter-Läufer unter 15 Minuten. |
| Robert Korzeniowski            | Polen                                        | Gehen                                                 | 2014           | 1990–2004       | 4              | 3                           | 1                              | Erster Geher, der bei einer Olympiade sowohl über die Kurz- als auch die Langstrecke siegreich war. Dreimaliger Olympiasieger in Folge auf der Langstrecke. |
| Stefka Kostadinowa             | Bulgarien                                    | Hochsprung                                            | 2012           | 1980–1998       | 1              | 7                           | 3                              | Wurde zwischen 1984 und 1989 in 54 aufeinanderfolgenden Wettkämpfen nur einmal besiegt. Gewann alle bedeutenden internationalen Meisterschaften und sprang 197 Mal erfolgreich über 2,00 Meter, so oft wie keine andere Hochspringerin vor ihr. |
| Carl Lewis                     | Vereinigte Staaten                           | Sprint, Weitsprung                                    | 2012           | 1979–1997       | 9              | 8                           | 12                             | Neben Al Oerter der einzige Olympionike, der bei vier aufeinander folgenden Spielen in einer Disziplin (Weitsprung) siegreich war |
| Natalja Lissowskaja            | Sowjetunion                                  | Kugelstoßen                                           | 2013           | 1981–1992       | 1              | 3                           | 3                              | Amtierende Weltrekordhalterin seit 1984, erzielte die bislang vier weitesten Stöße. |
| Jānis Lūsis                    | Sowjetunion                                  | Speerwurf                                             | 2014           | 1962–1976       | 1              | –                           | 2                              | |
| Swetlana Masterkowa            | Russland                                     | Mittelstreckenlauf                                    | 2013           | 1988–2000       | 2              | 1                           | 2                              | |
| Bob Mathias                    | Vereinigte Staaten                           | Zehnkampf                                             | 2014           | 1948–1952       | 2              | –                           | 2                              | Bis dahin jüngster Leichtathletik-Olympiasieger sowie erster Zehnkämpfer, der seinen Olympiasieg wiederholen konnte. |
| Noureddine Morceli             | Algerien                                     | Mittelstreckenlauf                                    | 2013           | 1988–2000       | 1              | 4                           | 7                              | |
| Edwin Moses                    | Vereinigte Staaten                           | Hürdenlauf                                            | 2012           | 1975–1988       | 2              | 2                           | 4                              | Blieb im 400-Meter-Hürdenlauf zwischen 1977 und 1987 neun Jahre, neun Monate und 22 Tage – in 122 Rennen – ohne eine Niederlage. |
| Paavo Nurmi                    | Finnland                                     | Langstreckenlauf                                      | 2012           | 1912–1932       | 9              | –                           | 22                             | Mit zwischen 1920 und 1928 errungenen 9 Gold- und 3 Silbermedaillen bislang erfolgreichster Leichtathlet in der Olympiageschichte. |
| Dan O’Brien                    | Vereinigte Staaten                           | Zehnkampf                                             | 2012           | 1983–1998       | 1              | 3                           | 3                              | |
| Parry O’Brien                  | Vereinigte Staaten                           | Kugelstoßen                                           | 2013           | 1949–1968       | 2              | –                           | 10                             | Blieb zwischen Juli 1952 und Juni 1956 in 116 Wettkämpfen ungeschlagen. Begründer einer nach ihm benannten Rückenstoß- bzw. Angleittechnik sowie erster Kugelstoßer über 60 Fuß (18,29 m). |
| Al Oerter                      | Vereinigte Staaten                           | Diskuswurf                                            | 2012           | 1955–1986       | 4              | 0                           | 3                              | Erster Olympionike, der bei vier aufeinander folgenden Spielen in einer Disziplin siegreich war. |
| Jesse Owens                    | Vereinigte Staaten                           | Sprint, Weitsprung                                    | 2012           | 1933–1936       | 4              | –                           | 6                              | Erster Weitspringer über 8,00 Meter. Stellte 1935 in den Vereinigten Staaten bei einer Sportveranstaltung innerhalb von 80 Minuten vier Weltrekorde auf bzw. ein. |
| Marie-José Pérec               | Frankreich                                   | Sprint                                                | 2013           | 1988–2000       | 3              | 2                           | 0                              | Erste und bislang einzige Athletin, die ihren 400-Meter-Olympiasieg wiederholen konnte |
| Wilma Rudolph                  | Vereinigte Staaten                           | Sprint                                                | 2014           | 1956–1962       | 3              | –                           | 5                              | |
| Wiktor Sanejew                 | Sowjetunion                                  | Dreisprung                                            | 2013           | 1964–1980       | 3              | –                           | 3                              | |
| Jurij Sedych                   | Sowjetunion                                  | Hammerwurf                                            | 2013           | 1973–1991       | 2              | 1                           | 6                              | Amtierender Weltrekordhalter seit 1984, erzielte die bislang drei weitesten Würfe. |
| Adhemar da Silva               | Brasilien                                    | Dreisprung                                            | 2012           | 1947–1960       | 2              | –                           | 5                              | Erster Dreispringer über 16,00 Meter. |
| Peter Snell                    | Neuseeland                                   | Mittelstreckenlauf                                    | 2012           | 1954–1965       | 3              | –                           | 12                             | |
| Shirley Strickland de la Hunty | Australien                                   | Sprint, Hürdenlauf                                    | 2014           | 1947–1956       | 3              | –                           | 9                              | Erste Hürdensprinterin, die ihren Olympiasieg wiederholen konnte. |
| Irena Szewińska                | Polen                                        | Sprint, Weitsprung                                    | 2012           | 1960–1980       | 3              | –                           | 10                             | Bisher einzige Athletin bei Männern und Frauen, die Weltrekorde über 100, 200 und 400 Meter aufstellen konnte. |
| Daley Thompson                 | Vereinigtes Königreich                       | Zehnkampf                                             | 2013           | 1976–1992       | 2              | 1                           | 4                              | Einziger Zehnkämpfer der gleichzeitig den Olympia-, Weltmeister, Europameister- und Commonwealth-Games-Titel hielt. Blieb zwischen 1978 und 1987 bei 26 Wettkämpfen ungeschlagen. |
| Lasse Virén                    | Finnland                                     | Langstreckenlauf                                      | 2014           | 1971–1980       | 4              | –                           | 3                              | |
| Grete Waitz                    | Norwegen                                     | Langstreckenlauf                                      | 2013           | 1971–1988       | 0              | 1                           | 10                             | Erste Marathonläuferin unter 2:30 Stunden, erste Marathonweltmeisterin und neunfache Siegerin des New-York-City-Marathons. Crosslauf-Weltmeisterin 1978–1981 und 1983, zwölf Jahre in Crossläufen ungeschlagen. |
| Wang Junxia                    | Volksrepublik China                          | Langstreckenlauf                                      | 2012           | 1991–1996       | 1              | 1                           | 3                              | Als „Laufwunder“ betitelt, dominierte Wang 1993 die Strecken von 3000 Meter bis zum Marathon. |
| Cornelius Warmerdam            | Vereinigte Staaten                           | Stabhochsprung                                        | 2014           | 1940–1948       | 0              | –                           | 11                             | Erster Stabhochspringer über 15 Fuß sowie 15 Jahre Weltrekordhalter. |
| Emil Zátopek                   | Tschechoslowakei                             | Langstreckenlauf                                      | 2012           | 1940–1957       | 4              | –                           | 18                             | Erster Athlet, der mehr als 20 km (20,052 km) unter einer Stunde zurücklegte (59:51,8 min). Olympiasieger 1952 über 5000 Meter, 10.000 Meter und im Marathonlauf. |